# 矢島美容室 THE MOVIE MUSIC ALBUM
『矢島美容室 THE MOVIE MUSIC ALBUM』（やじまびようしつ ザ・ムービー・ミュージック・アルバム）は、矢島美容室のアルバム。矢島美容室の初出演映画『矢島美容室 THE MOVIE 〜夢をつかまネバダ〜』のサウンドトラックであり、同映画の主題歌や劇中歌が収録される。2010年4月28日にavex traxから発売された。

## 収録曲
※太字は歌唱曲、その他は劇伴曲。
1. Land On The Earth [1:25]
作曲・編曲：武部聡志
2. MIRACLE [3:18]
歌：矢島美容室
作詞：エンドウサツヲ、作曲：BOUNCEBACK、編曲：日比野裕史・渡辺徹・荒木陽太郎
3. Place In Your Heart [1:52]
歌：Aisa
作詞：Aisa、作曲・編曲：山田正人
4. Beautiful Morning [0:52]
作曲・編曲：山田正人
5. Amazing Angel [2:57]
歌：ライオネル・リチ男（石橋貴明）
作詞：Aisa、作曲・編曲：山田正人
6. Blow [2:15]
作曲・編曲：山田正人
7. Waiting For Love [2:05]
歌：ニーヌ・マッケンジー（DJ OZMA）
作詞：Aisa、作曲・編曲：武部聡志
8. Sweet Seventeen [2:32]
歌：ニーヌ・マッケンジー
作詞：Aisa、作曲・編曲：山田正人
9. Jealousy [1:51]
作曲・編曲：青山政憲
10. Sweet My Friend [0:43]
作曲・編曲：武部聡志
11. 映画みたいな恋したい [3:11]
歌：矢島美容室
作詞：エンドウサツヲ、作曲：松田純一、編曲：日比野裕史・荒木陽太郎
12. Ultimate Choice [1:13]
作曲・編曲：武部聡志
13. Half Moon [4:44]
歌：BRIGHT
作詞：エンドウサツヲ、作曲：佐藤学、編曲：日比野裕史・荒木陽太郎
14. Memories [2:00]
作曲・編曲：武部聡志
15. Margaret Starting ! [1:16]
作曲・編曲：武部聡志
16. Naomi Run Away [1:54]
作曲・編曲：山田正人
17. don't cry strawberry [4:11]
歌：ストロベリー・カメリア・ヤジマ & 杉並児童合唱団
作詞：エンドウサツヲ、作曲：渡辺徹、編曲：渡辺徹・荒木陽太郎
18. Cocktail for Tonight [1:56]
作曲・編曲：山田正人
19. Raspberry Starting ! [1:27]
作曲・編曲：山田正人
20. Long to visit Tokyo [0:49]
作曲・編曲：武部聡志
  - 2009年3月25日発売の2ndシングル「SAKURA -ハルヲウタワネバダ-」のアレンジ曲。
21. Princess SEIKO [0:55]
作曲・編曲：武部聡志
22. Flower of Stage [1:39]
作曲・編曲：山田正人
23. Naomi Starting ! [1:22]
作曲：e-lect、編曲：武部聡志
24. Daddy ! Come Back ! [2:41]
作曲・編曲：荒木陽太郎
25. Departure [1:34]
作曲・編曲：武部聡志
26. Second Coming of Strawberry [1:39]
作曲・編曲：武部聡志
27. ピンクのボンバー [3:17]
歌：矢島美容室
作詞：エンドウサツヲ、作曲：DJ OZMA、編曲：日比野裕史・荒木陽太郎
  - 2009年7月8日発売の3rdシングル「はまぐりボンバー」のリカバー曲。
28. My Best Friend [2:44]
作曲・編曲：武部聡志
29. Sunshine Smile [1:10]
作曲・編曲：荒木陽太郎
30. ニホンノミカタ -ネバダカラキマシタ- [4:49]
歌：矢島美容室
作詞：エンドウサツヲ、作曲：DJ OZMA、編曲：日比野裕史・荒木陽太郎
  - 2008年10月29日発売の1stシングル。
31. アイドルみたいに歌わせて [4:37]
歌：矢島美容室 feat. プリンセス・セイコ（松田聖子）
作詞：エンドウサツヲ、作曲：DJ OZMA、編曲：武部聡志
  - 2010年4月21日発売の5thシングル。